# Gia Hưng
	Gia Hưng		là một xã nằm ở phía Tây Bắc tỉnh Ninh Bình, Việt Nam.

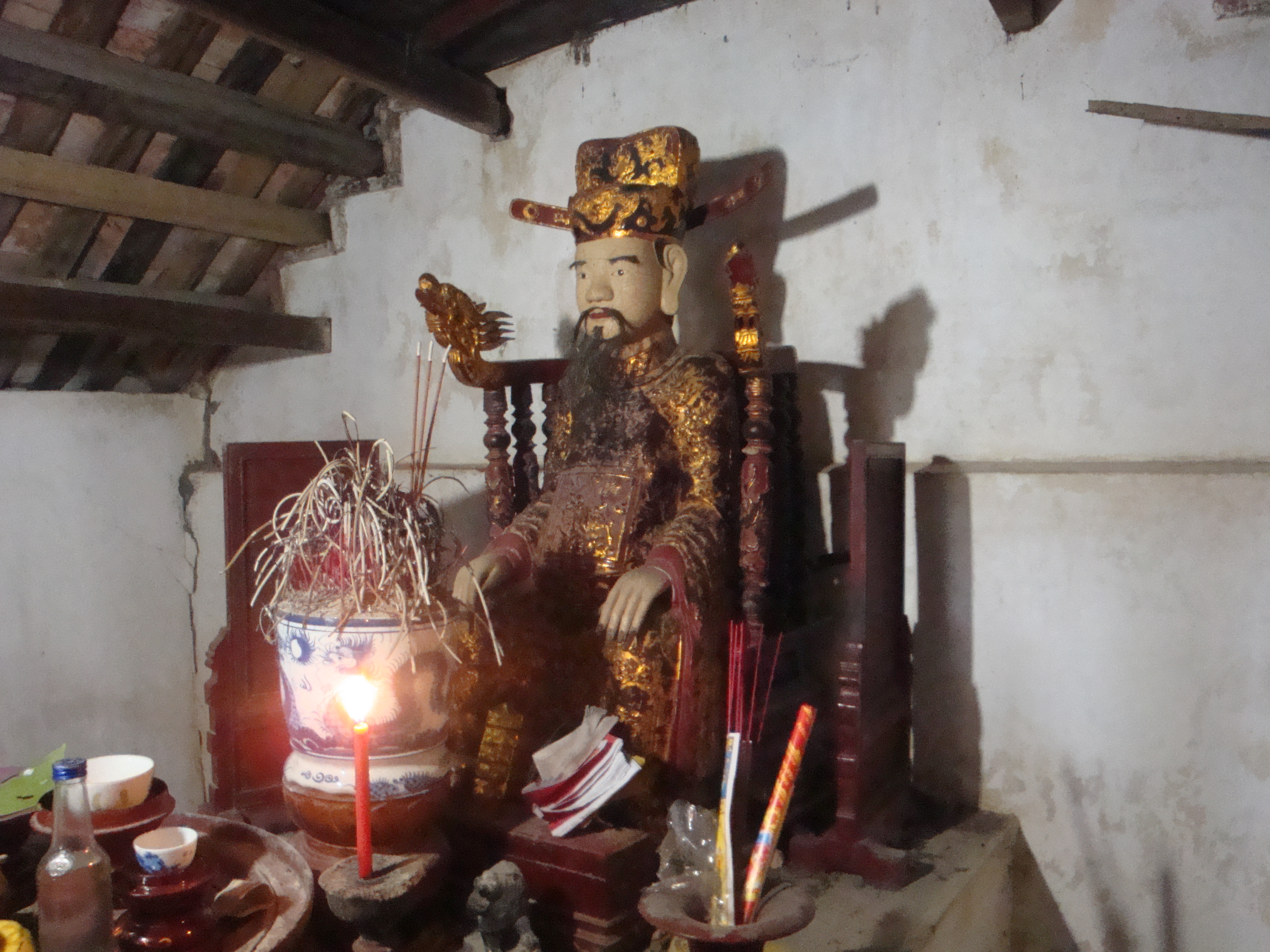
Tượng Trịnh Tú ở Liên Sơn, Gia Hưng, Ninh Bình

## Địa lý
Trụ sở xã nằm cách phường Hoa Lư - trung tâm tỉnh lỵ Ninh Bình 23 km về phía Tây Bắc, có vị trí địa lý:
- Phía đông nam giáp xã Gia Viễn.
- Phía tây giáp xã Gia Lâm và xã Gia Tường.
- Phía bắc giáp xã Lạc Thủy của tỉnh Phú Thọ.

Xã Gia Hưng	có diện tích: 28,37 km², dân số: 21.669	người, mật độ dân số: 764 người/km². Đây là đơn vị có diện tích xếp thứ: 53, số dân xếp thứ: 115 và mật độ dân số xếp thứ: 111 trong số 129 xã, phường ở Ninh Bình.
Xã Gia Hưng nằm trên Quốc lộ 37C, là tuyến nối quốc lộ 1A với quốc lộ 12B và đường Hồ Chí Minh.

## Lịch sử
Theo Nghị quyết số 1674/NQ-UBTVQH15 ngày 16/6/2025 về sắp xếp các đơn vị hành chính cấp xã của tỉnh Ninh Bình năm 2025, Theo đó, sắp xếp toàn bộ diện tích tự nhiên, quy mô dân số của các xã Liên Sơn, Gia Phú và Gia Hưng  thành xã mới có tên gọi là xã Gia Hưng.	

## Du lịch

### Động Hoa Lư

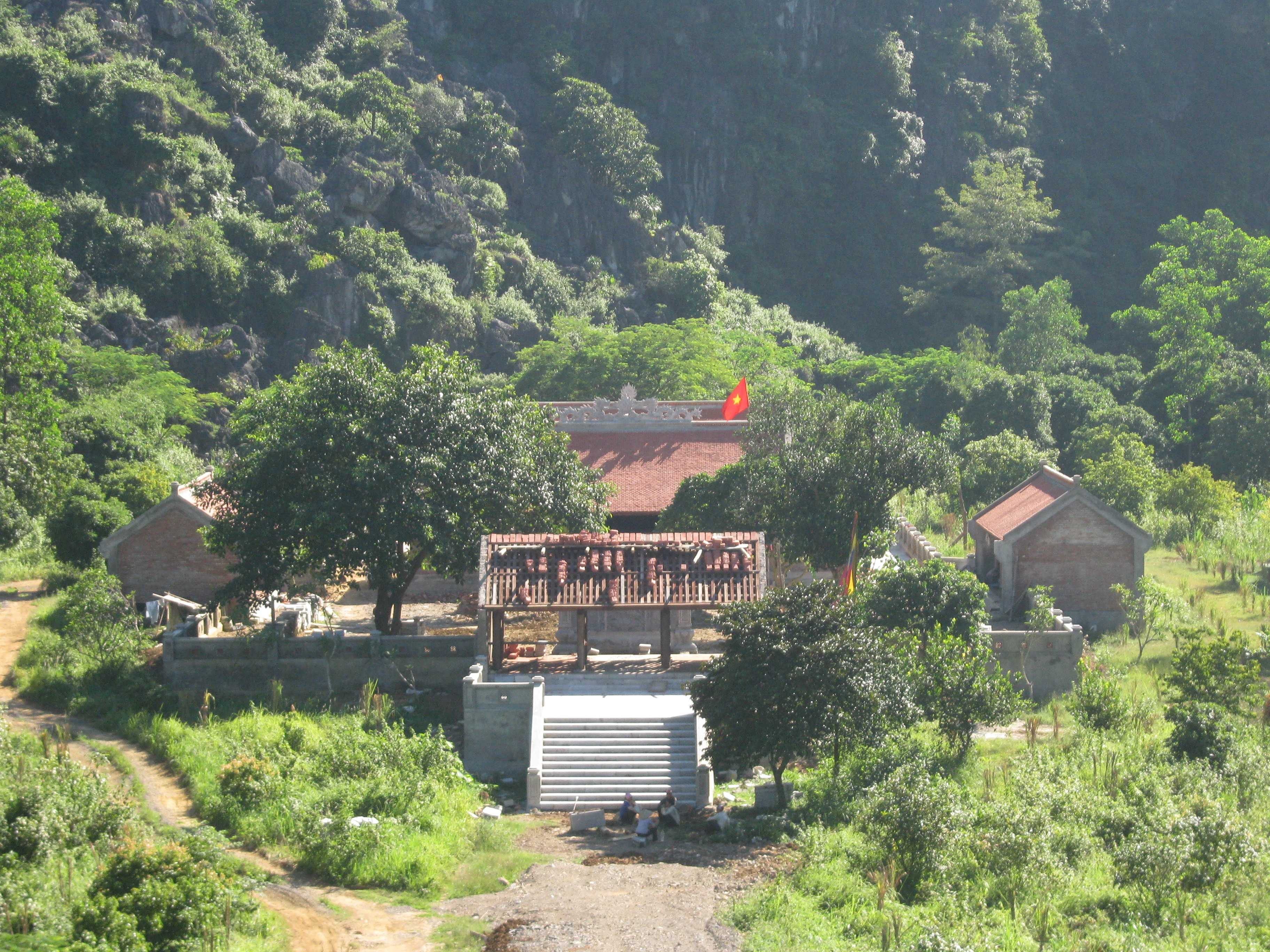
Động Hoa Lư nhìn từ đỉnh lối vào

Động Hoa Lư là một di tích gắn với căn cứ đầu tiên của Đinh Bộ Lĩnh đối với sự nghiệp thống nhất giang sơn thế kỷ X, động nằm ở xã Gia Hưng, cách Cố đô Hoa Lư khoảng 15 km. Bốn bề động Hoa Lư được núi đá bao quanh vô cùng kiên cố, chỉ có một lối vào duy nhất là một quèn nhỏ cao khoảng 30 m. Bao bên ngoài động là đầm Cút, dài khoảng 3 km rộng 500m, như con hào thiên nhiên chắn giữ.
Đinh Bộ Lĩnh sinh ở làng Đại Hữu, châu Đại Hoàng, nay là xã Đại Hoàng, Ninh Bình; quê mẹ ông ở thôn Mỹ Hạ, xã Gia Tường. Cha mất sớm, Đinh Bộ Lĩnh cùng mẹ về ở cạnh đền sơn thần, nay là đền Long Viên (vườn rồng) thôn Mỹ Hạ, xã Gia Tường, Ninh Bình. Hàng ngày Đinh Bộ Lĩnh đi chăn trâu cắt cỏ cho chú là Đinh Thúc Dự. Tương truyền Đinh Bộ Lĩnh chăn trâu ở cánh đồng Rộc Xéo, tập trận cờ lau ở động Hoa Lư (thung Lau), thung Lá, thung Lụi. Tất cả các vùng này ở hai bên tả ngạn và hữu ngạn sông Bôi thuộc xã Gia Tường và xã Gia Hưng, Ninh Bình. Vì các địa danh trên rất gần động Hoa Lư Gia Viễn nên hầu hết các sách sử khẳng định ông sinh ra ở động Hoa Lư.
Cùng với cố đô Hoa Lư ở huyện Hoa Lư, các di tích động Hoa Lư, thung Lá, đền thờ Đinh Bộ Lĩnh thuộc huyện Gia Viễn là những di tích liên quan đến cuộc đời và sự nghiệp của vua Đinh Tiên Hoàng. Thung Lá ngay cạnh Thung Lau, cũng nằm lọt giữa thành núi cao ngất, tương truyền xưa kia có một nữ vương chuyên bói lá rất giỏi, thường xem lá cho Vua Đinh Tiên Hoàng trước khi xuất quân hay làm một việc gì đó. Nơi này cũng có nhiều cây thuốc chữa bệnh tốt nên khi nghĩa quân Vua Đinh bị thương đều được bí mật đưa về đây cứu chữa. Người ta cũng kể rằng, Thung Lá là vùng rừng linh thiêng nên mọi người đều vào đây thắp hương trước khi đi rừng. Thung Lá có đền thờ Mẫu hậu vua Đinh và thờ Vương bà bí ẩn đã có nhiều công lao giúp Vua Đinh dẹp loạn. Động Hoa Lư đang được xây dựng, tu bổ để trở thành một điểm du lịch lịch sử.

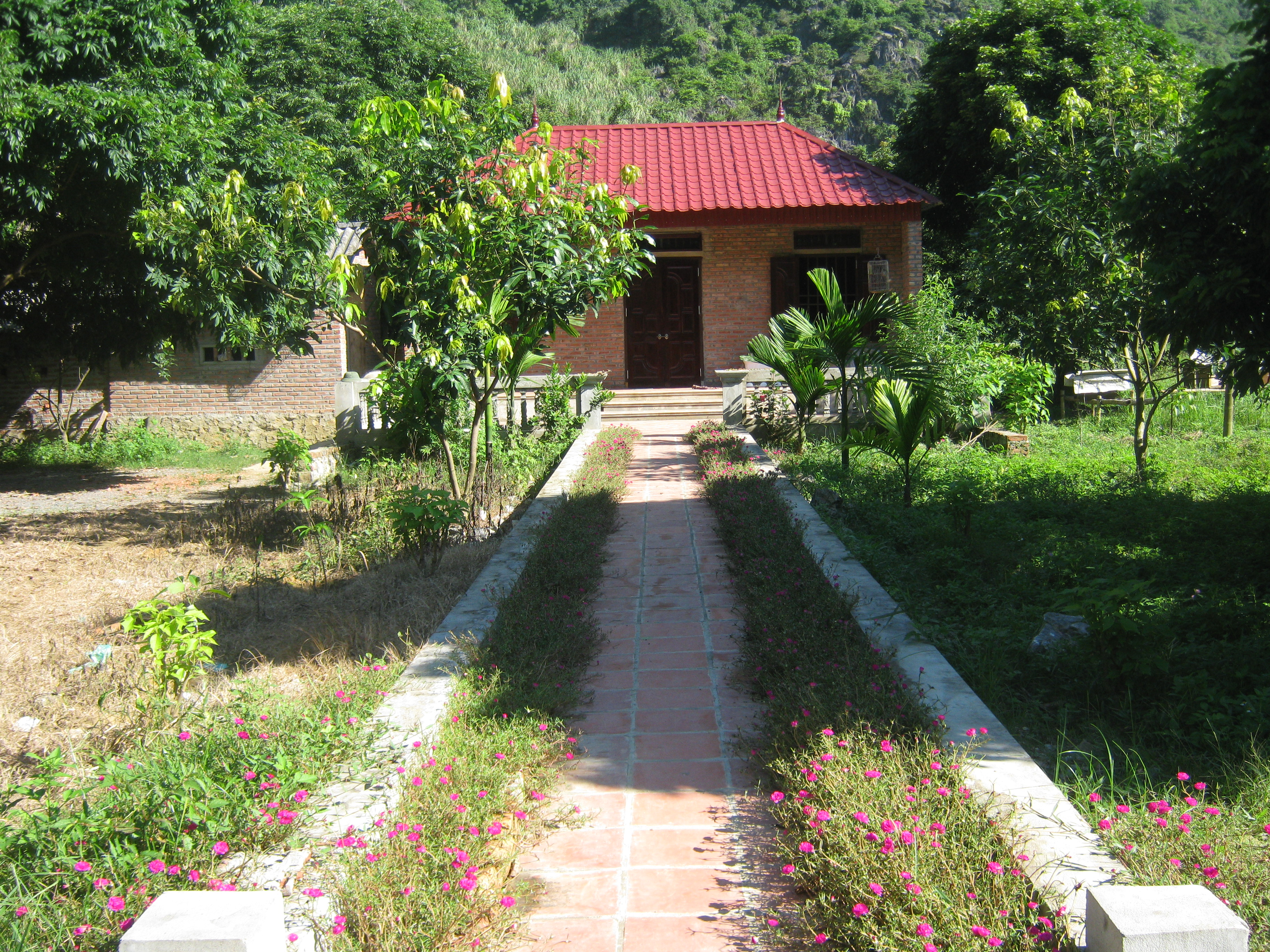
nhà gác
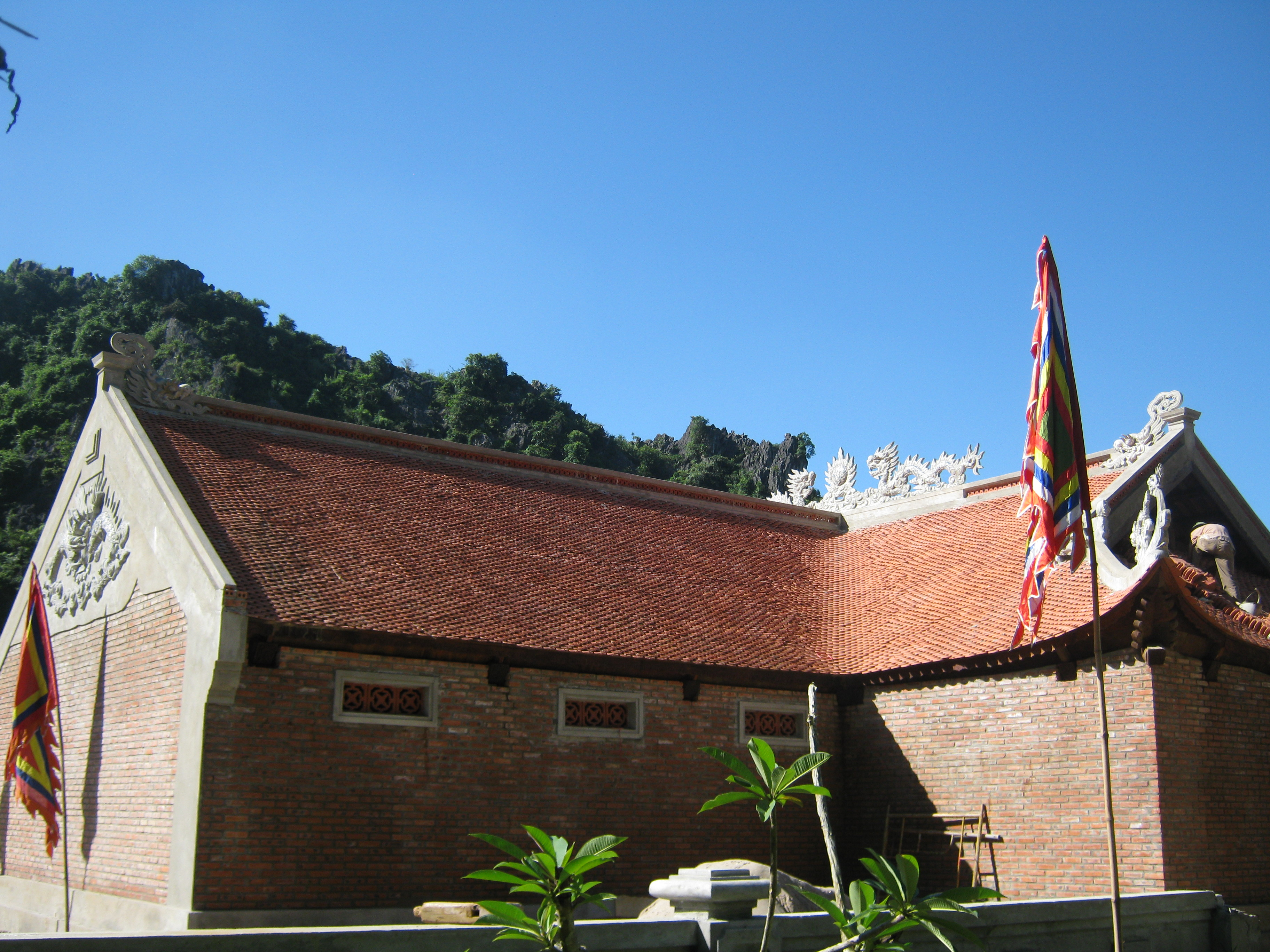
Hậu cung
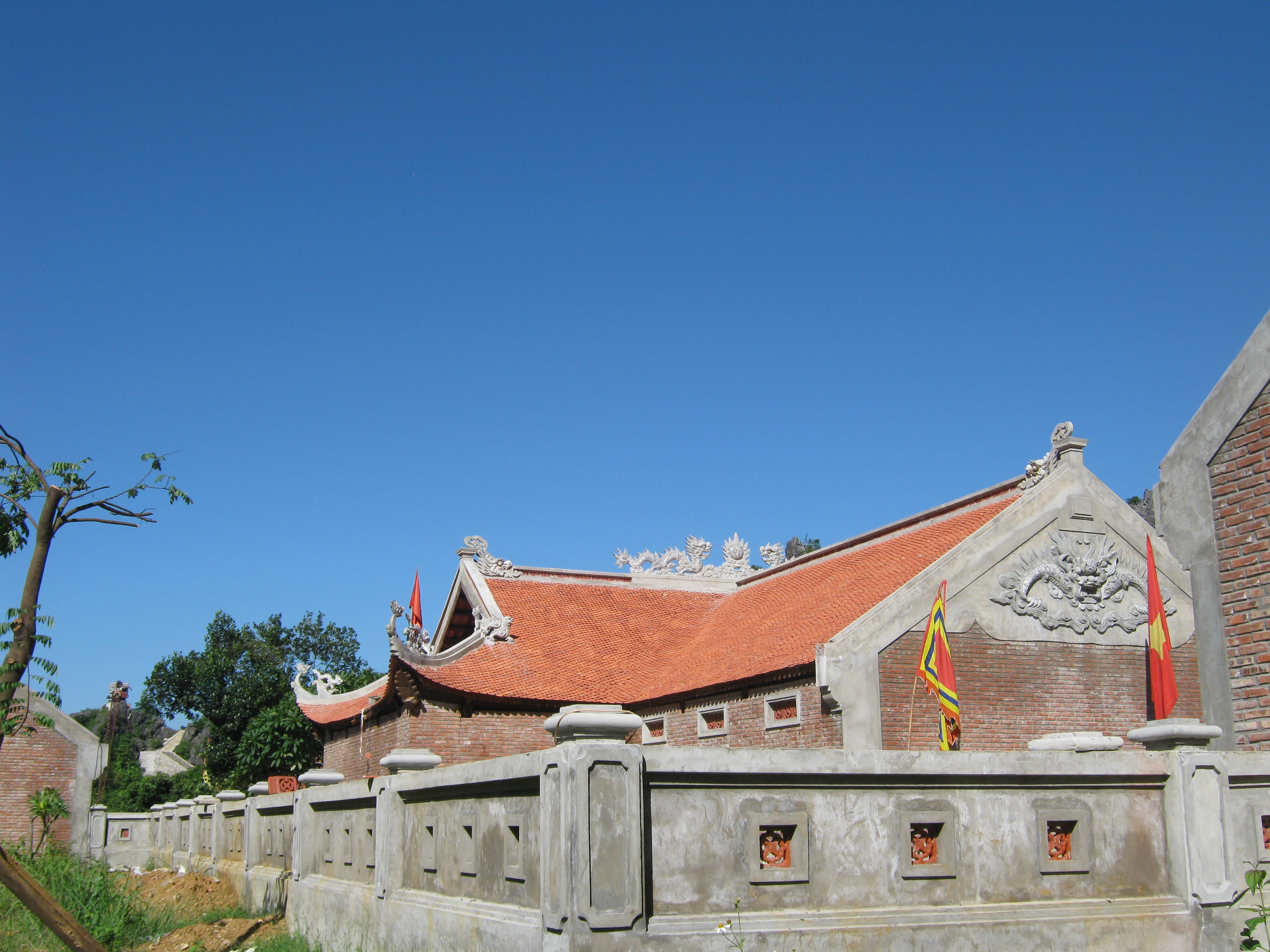
Hậu cung
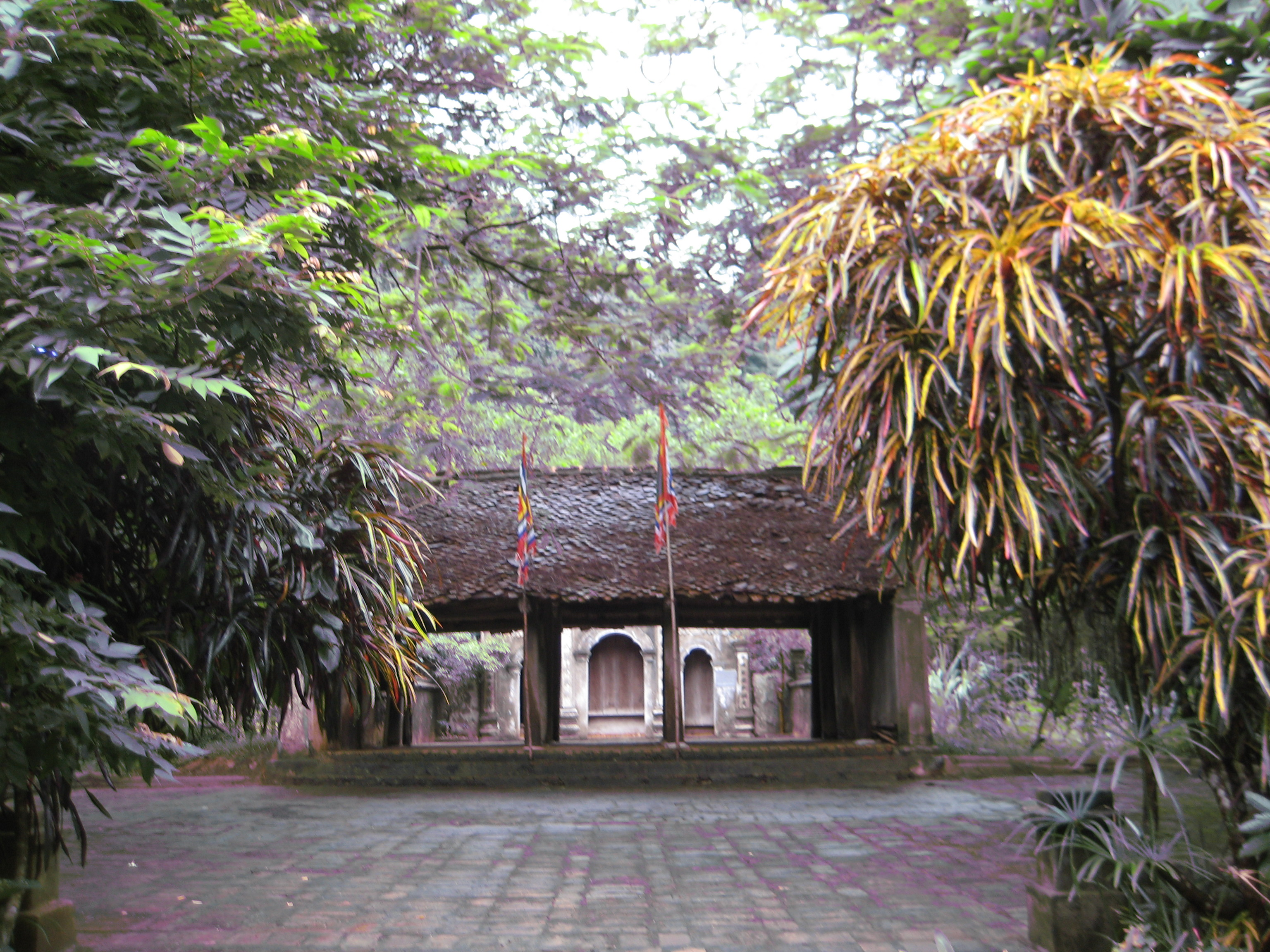
ngôi đền cổ

### Khu bảo tồn thiên nhiên Vân Long
Phía Bắc xã Gia Hưng là xã vùng trũng, nằm trong khu bảo tồn thiên nhiên Vân Long, một khu bảo tồn ngập nước lớn nhất Bắc Bộ. Theo phân chia hành chính, Gia Hưng sở hữu phần trung tâm và phía Tây của Đầm Cút.

### Di tích thời Đinh
Gia Hưng là căn cứ ban đầu của Đinh Bộ Lĩnh và xã Gia Tường là quê ngoại Vua Đinh nên có rất nhiều di tích thời Đinh ở đây. Xã có đình Bình Khang là nơi thờ vị thần Quý Minh là người giúp Vua Đinh nên rất được sùng bái trong không gian Hoa Lư tứ trấn. Gia Hưng cũng là nơi duy nhất có đền thờ riêng hai vị trung thần nhà Đinh là đền Ngọc Sơn thôn Uy Viễn thờ Lưu Cơ và đền Quan Thái Bảo ở xóm Trường Xuân thờ Trịnh Tú, họ đều là những người bạn và là trung thần của Đinh Bộ Lĩnh.

## Hình ảnh

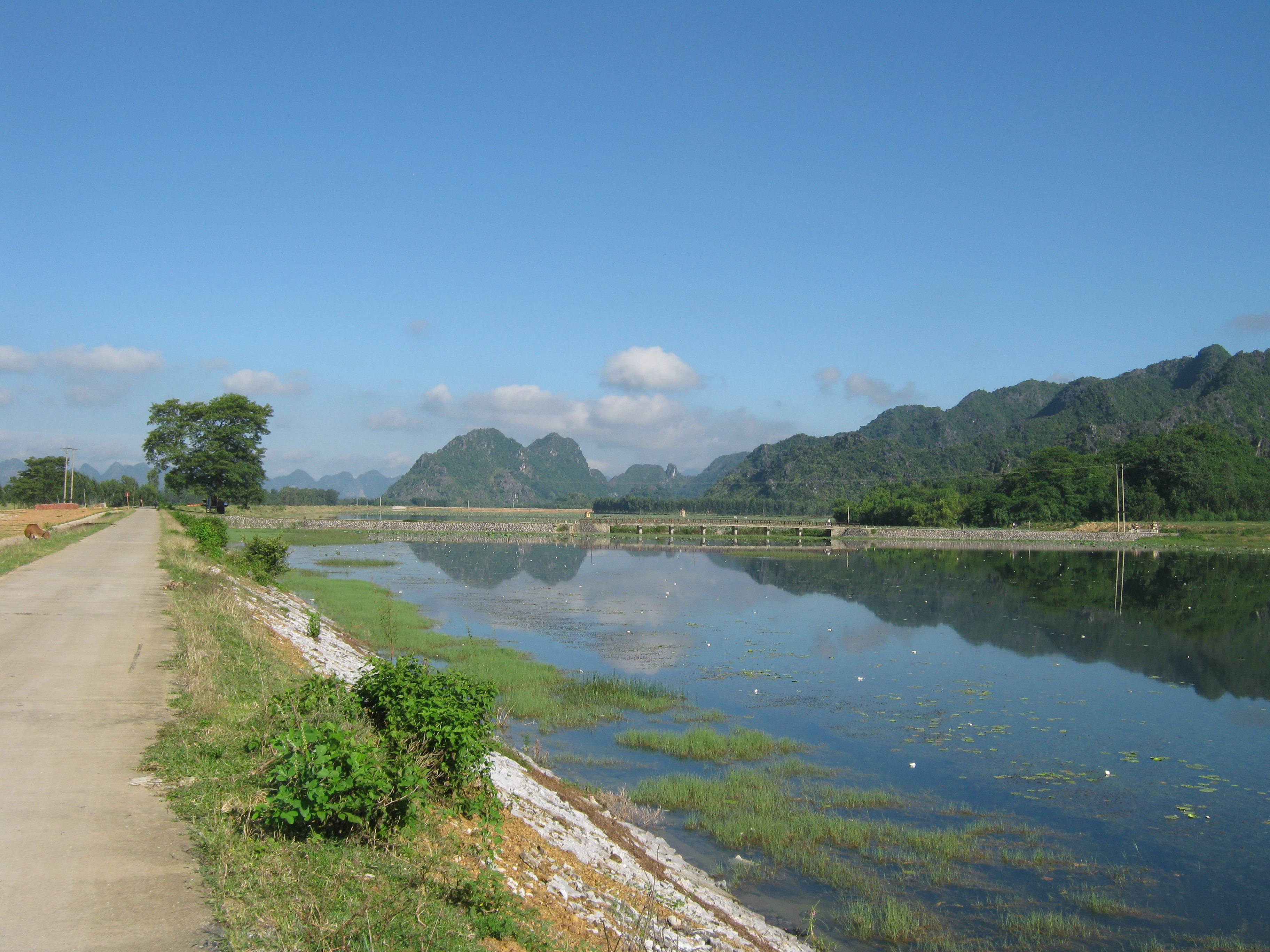
Đê đầm Cút-Vân Long
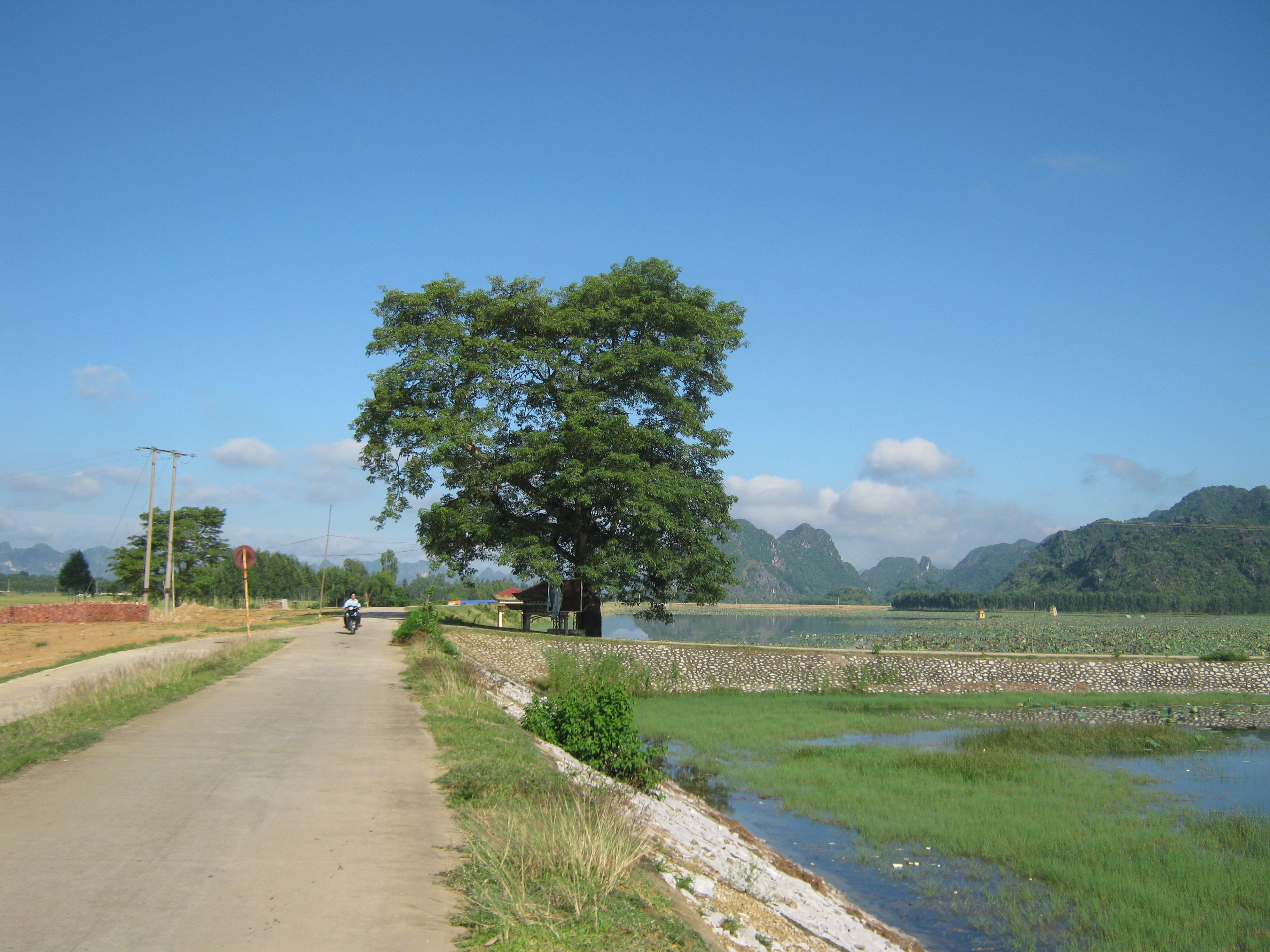
Cây gạo đầu làng - lối vào thung Lá
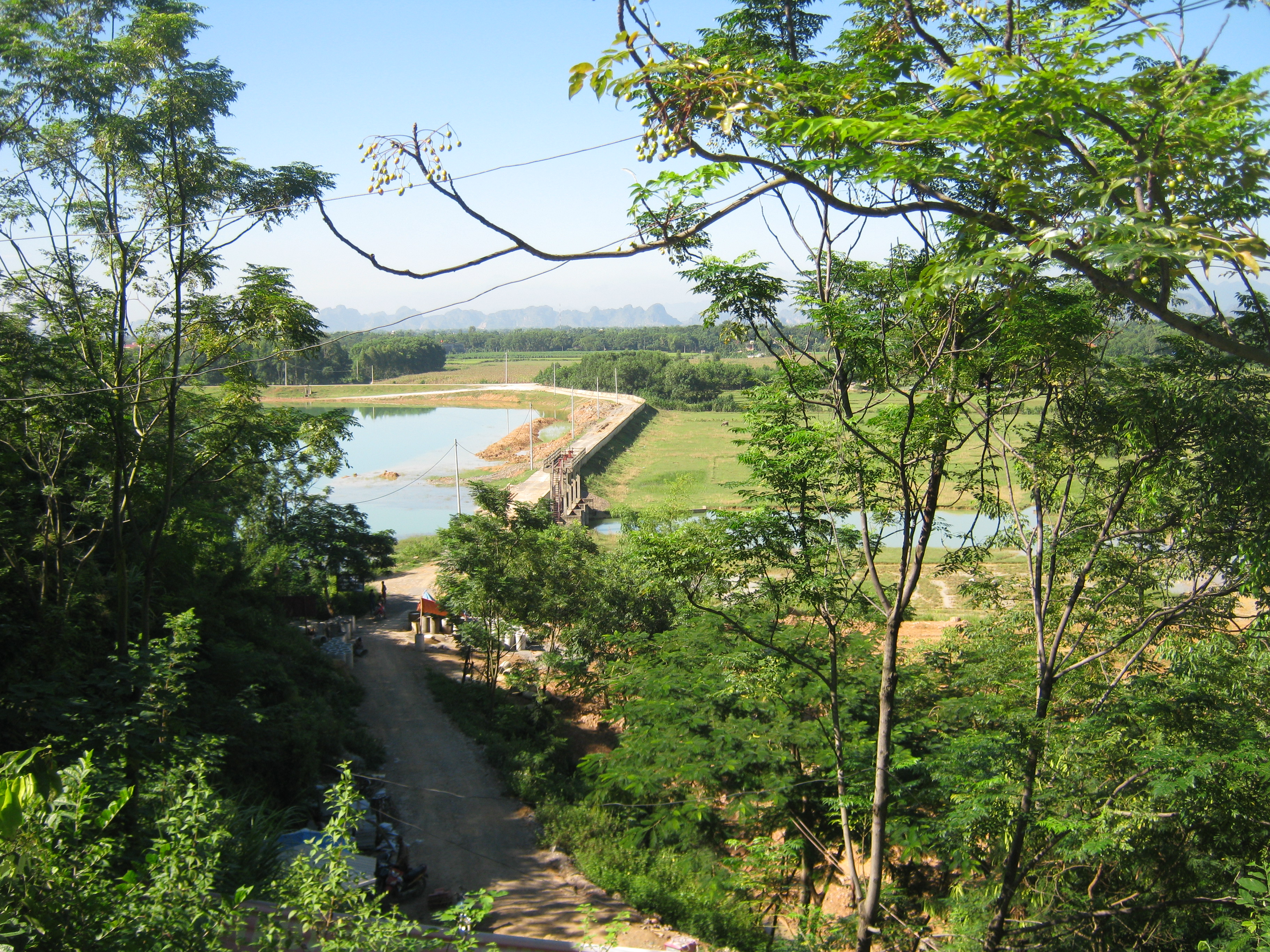
Phía trước động Hoa Lư
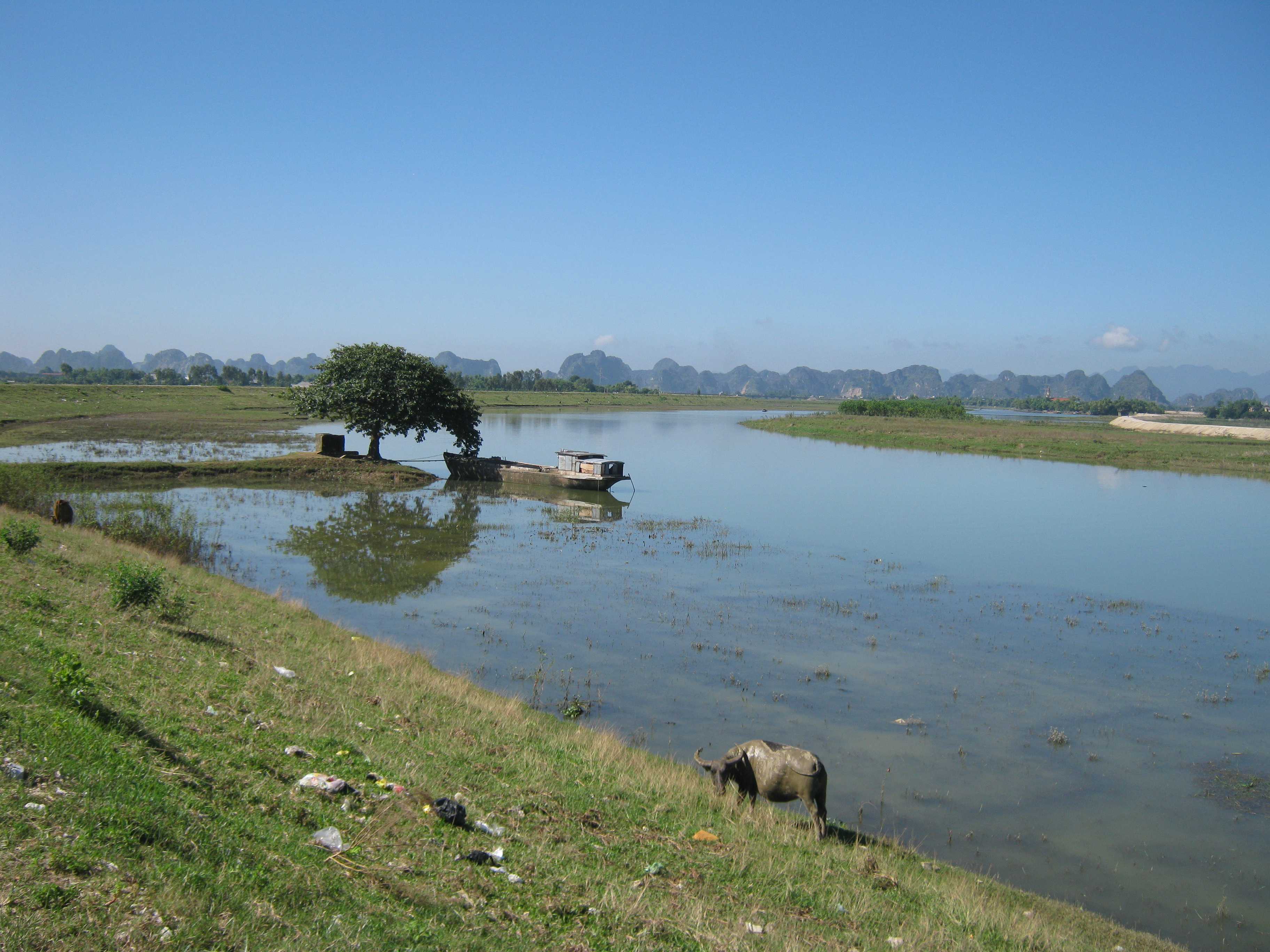
Trên đường vào
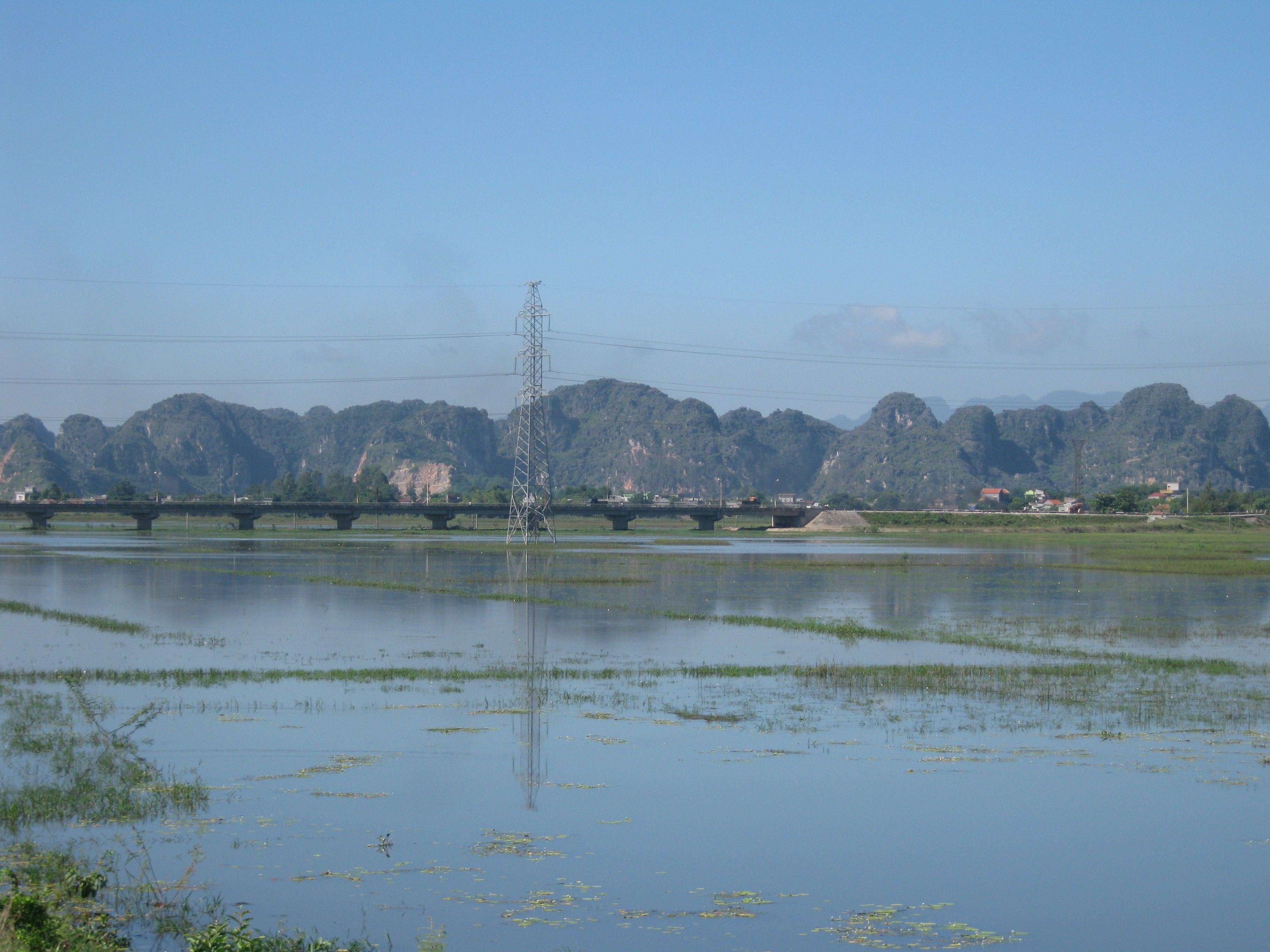
Cầu Đế qua sông Bôi nối Gia Tường và Gia Hưng